# Schloss Canstein

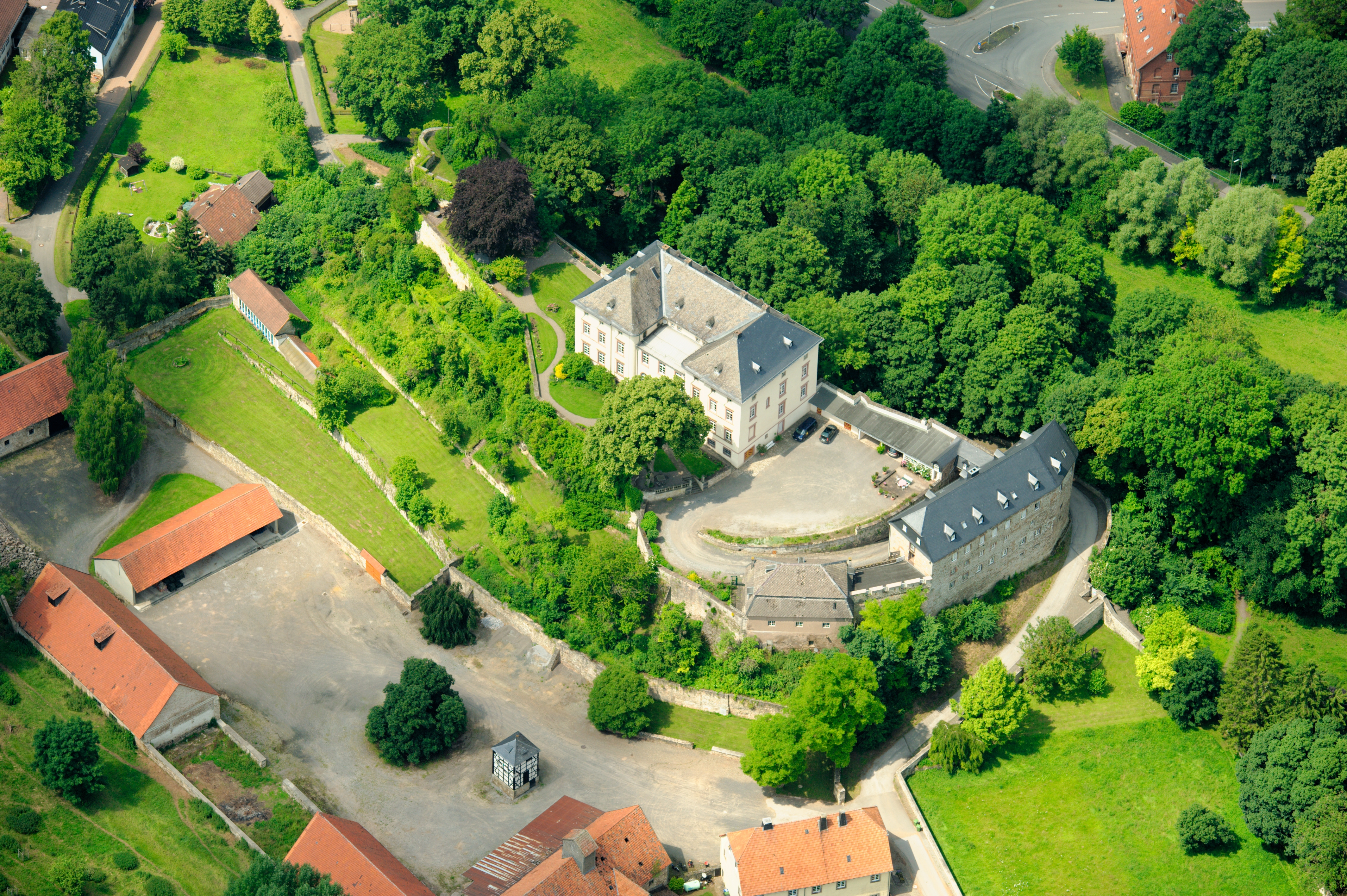
Schloss Canstein, Luftaufnahme aus südöstlicher Richtung

Schloss Canstein ist eine Schlossanlage in Canstein, einem Stadtteil von Marsberg im nordrhein-westfälischen Hochsauerlandkreis. Hervorgegangen ist der Bau aus einer mittelalterlichen Burg, die in der Frühen Neuzeit zum Schloss umgestaltet wurde. Es steht auf einem steilen Kalkfelsen, der das im Sauerland gelegene Dorf Canstein im tief eingeschnittenen Tal von Orpe und Kleppe beherrscht und der bereits in germanischen Zeiten als Angriffs- und Verteidigungsstellung genutzt wurde.

## Geschichte

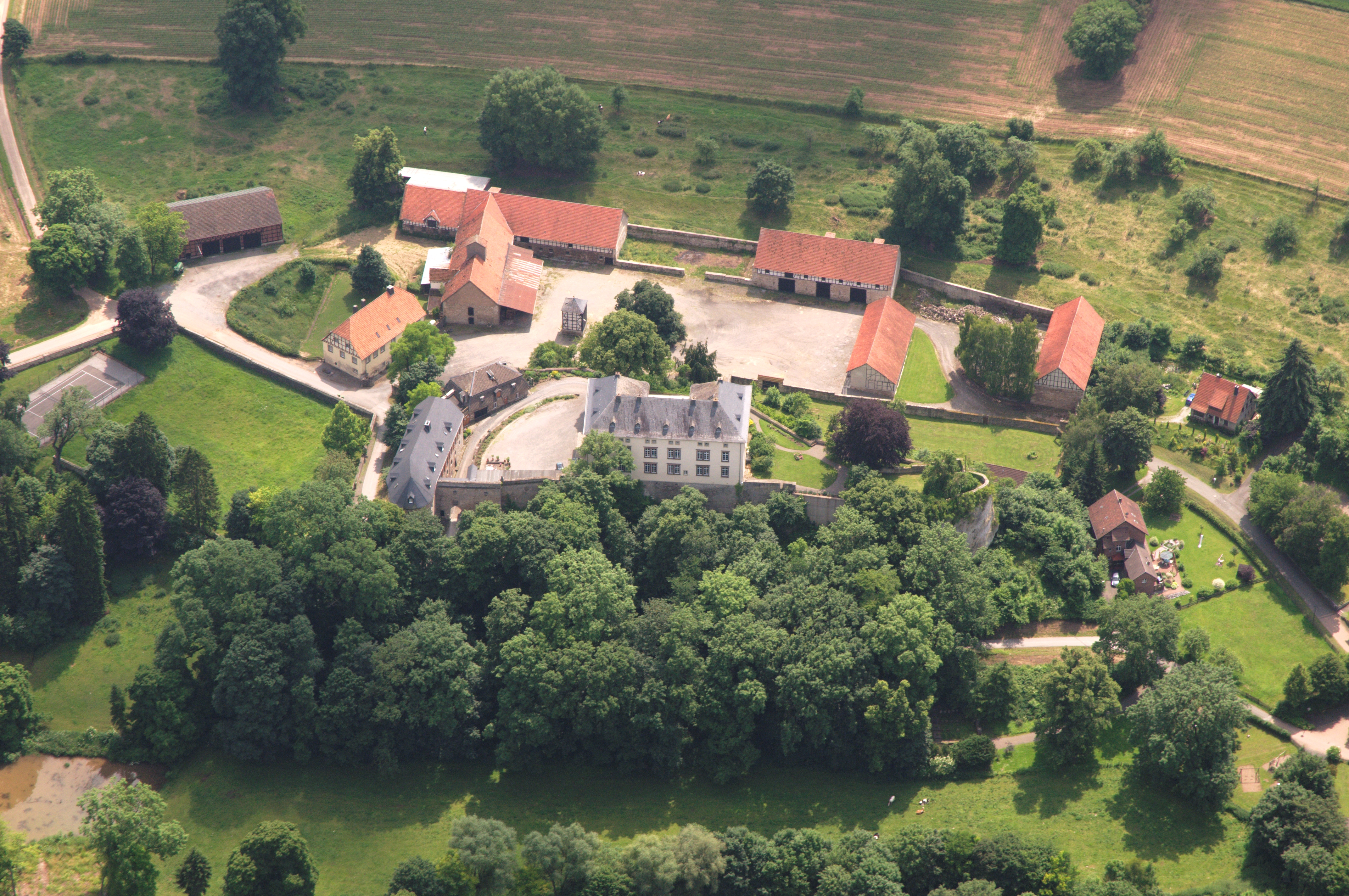
Schloss Canstein

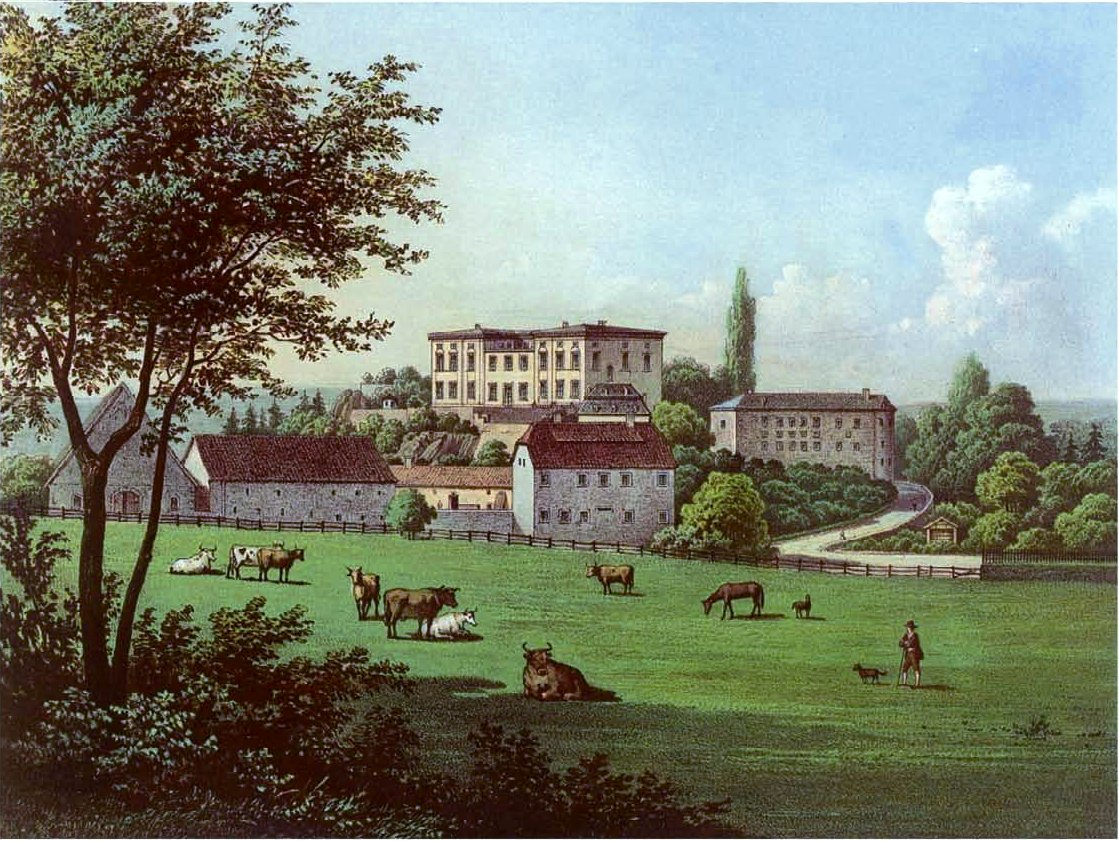
Schloss Canstein um 1869/70, Sammlung Alexander Duncker

Die älteste urkundliche Erwähnung einer Burg in Canstein stammt aus dem 11. und 12. Jahrhundert. Urkundlich wurde 1080 ein „Reinboldus de Canstein“ aus der Familie der Grafen von Everstein und 1120 ein „Castrum Cahenstein“ als Lehen des Erzbischofs von Mainz erwähnt. In einem Güterverzeichnis (siehe: Mainzer Urkundenbuch 1, 616) des Bischofs Adalbert I. ist zu lesen, dass Reginboldus die Burg mit den zugehörigen Gütern und Hörigen zu einem nicht näher beschriebenen Zeitpunkt an das Erzstift Mainz verkauft hatte. Das Erzstift gab den Cansteinern das Gut aber wohl umgehend als Lehen zurück.
Der Cansteiner Besitz wurde von Kurmainz nach und nach veräußert: Das Kloster Aroldessen der Augustiner-Chorfrauen und die Grafen von Waldeck erwarben Besitzanrechte, die Restherrschaft wurde zwischen 1296 und 1302 an das Erzstift Köln veräußert (Die Erzbischöfe und Kurfürsten von Köln waren seit der Ächtung des Herzogs Heinrich des Löwen 1180 durch Kaiser Friedrich I. auch Herzöge von Westfalen). Dies führte zu einer Fehde zwischen dem Erzbischof von Köln und dem Grafen von Waldeck, in deren Verlauf Burg Canstein anscheinend beschädigt oder gar zerstört wurde, ehe 1302 zwischen den beiden Streitparteien eine Schlichtung herbeigeführt werden konnte.
Der Kölner Erzbischof Walram belehnte im Jahr 1342 die aus der Gegend von Warburg stammenden Gebrüder von Pappenheim (Rave den Älteren, Rave den Jüngeren und Herbold) erneut mit der Herrschaft Canstein und beauftragte sie, auf eigene Kosten eine neue Burg zu bauen. Diese diente der Sicherung der kurkölnischen Landesgrenzen gegen den Grafen von Waldeck und das Bistum Paderborn. Belehnung und Burgbau brachten erneut Streit mit den benachbarten Waldeckern, die territoriale Ansprüche auf die Herrschaft stellten. Sie bauten zum Trotz eine Burg gegenüber von Canstein, die sie Grimmenstein nannten. Die nachfolgende Fehde endete mit einem Vergleich, Waldeck musste den Grimmenstein 1346 wieder abbrechen. Erst 1663 erkannten die Waldecker Grafen die kölnische Oberhoheit über Canstein endgültig an.

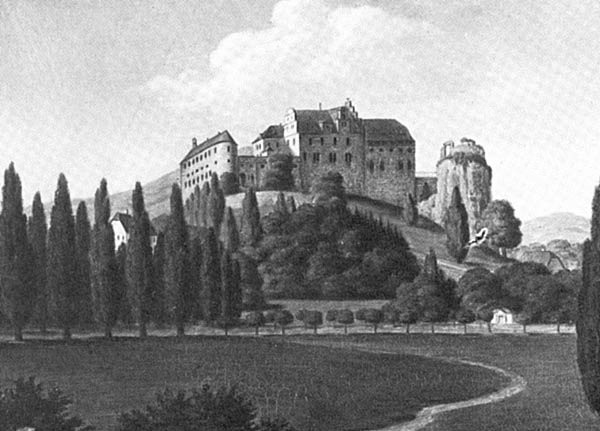
Ansicht des Schlosses aus dem 19. Jahrhundert

Die Rabe von Pappenheim nannten sich nun Rabe von Canstein. Zu der Herrschaft gehörten die Dörfer Canstein, Heddinghausen, Udorf, Leitmar und Borntosten. Unter den Cansteins, die sowohl die Niedere als auch die Hohe Gerichtsbarkeit, die sogenannte Blutgerichtsbarkeit innehatten, erreichte die Herrschaft fast einen reichsunmittelbaren Status. In der Raubritterzeit machten sie sich unliebsam bemerkbar. Sie nahmen an der Soester Fehde teil, gehörten dem berüchtigten Benglerbund an und plünderten besonders die Waldeckschen Grenzorte. An den Überfall auf Mengeringhausen 1502 erinnert dort noch das sogenannte „Freischießen“.
Nach einer Erbteilung wurde 1558 zwischen „unterem Haus“ und „oberem Haus“ unterschieden. Durch Heirat gelangte das „obere Haus“ 1558 an die Spiegel zum Desenberg. Nachdem Freiherr Carl Hildebrand von Canstein 1719 seinen Erbteil der von ihm gegründeten Cansteinschen Bibelanstalt und dem Waisenhaus in Halle vermacht hatte, verkauften diese 1791 den vormaligen Cansteinschen Anteil an Franz Wilhelm von Spiegel zum Desenberg, dem es damit gelang, den Besitz in seiner Hand zu vereinigen. Die Anlage war daher auch der Geburtsort der Brüder Franz Wilhelm, Minister des kölnischen Kurfürsten, und Ferdinand August von Spiegel, dem Erzbischof von Köln. 
1837 verkaufte die Familie von Spiegel an die Grafen von Spee, ehe 1846 die fürstliche Familie von Croÿ in den Besitz der derweil zum Schloss umgestalteten Anlage kam. Seit 1853 ist dieses Eigentum der Familie von Elverfeldt, die noch einmal große Umbauten am sogenannten „Oberschloss“ vornahm. Zum Besitz gehörte auch die Burg Adorf. Namhafter Vertreter wurde der Gutsbesitzer Alexander Freiherr von Elverfeldt (* 1869; † 1946), verheiratet mit Marietta Gräfin Matuschka, Freiin von Toppolczan und Spaetgen (* 1877; † 1959). Die Herrschaft Kanstein (Canstein) beinhaltete Anfang des 20. Jahrhunderts etwa 1516 ha. Hinzu kamen das RG in Udorf, 286 ha, das RG Heddinghausen mit 224 ha, 204 ha des RG Borntosten sowie 219 ha des RG Leitmar. Dann erbte deren Sohn Hubertus Freiherr von Elverfeldt (* 1902; † 1977) die Begüterung, dann wiederum dessen älteste Sohn Alexander Freiherr von Elverfeldt (* 1929; † 2018).

## Architektur

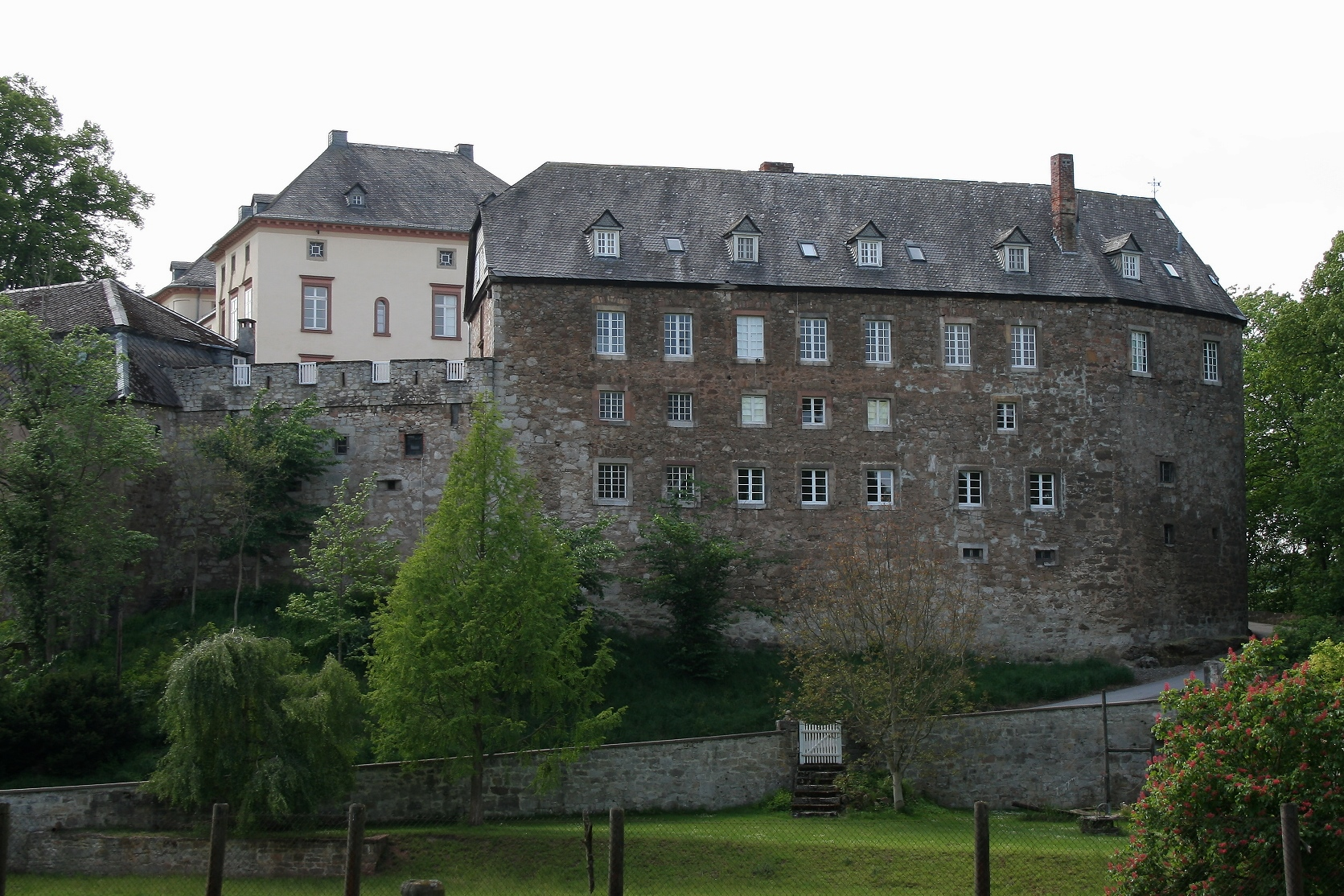
Schloss Canstein, unteres Schloss

Die auf einem steil aufragenden Kalkfelsen gelegene Anlage besteht aus dem Herrenhaus, auch oberes Schloss genannt, und der östlich davon liegenden ehemaligen Vorburg, auch als unteres Schloss bezeichnet, am Fuße des Felsens neben dem Burgtor mit einer Spitzbogendurchfahrt. Auf dem westlichen Felskegel sind die Reste des Bergfrieds mit Verlies zu sehen und unterhalb davon, an der Südmauer, ein tonnengewölbter Raum mit Schießscharten aus der Zeit des 12. bis 14. Jahrhunderts. Das obere Schloss ist ein verputzter zweieinhalbgeschossiger Bruchsteinbau. Er steht auf einem hohen Sockel mit sparsamer klassizistischer Sandsteingliederung. Gedeckt ist er mit einem Walmdach. 1853 wurde die Anlage unter Einbeziehung älterer Bauteile einheitlich gestaltet, Stummelflügel wurden angebaut und ein kleiner Ehrenhof errichtet. Dieser wurde 1910 zweigeschossig überbaut. In der Nordostecke steht ein Haus mit zwei Räumen, starken Mauern und gewölbten Kellerräumen, vermutlich aus dem 14. Jahrhundert. Ehemals hatte es Stufengiebel im Osten und im Westen. Der Ostflügel mit gerundeter Innenecke ist der Überrest eines ursprünglich siebenachsigen Anbaus des 18. Jahrhunderts. In die Ostwand ist ein Wappenstein des Philipp Heinrich von Spiegel zum Desenberg eingelassen. Er ist mit 1681 bezeichnet. 
Das untere Schloss wurde vor 1600 als Wirtschaftsgebäude errichtet. Ein Gebäude wurde 1672 im Norden angebaut und um 1780 aufgestockt. Das Dach wurde 1928 ausgebaut. Der langgestreckte, dreigeschossige Bruchsteinbau schließt nach Norden turmartig. Es ist mit Sandsteinrahmung versehen, mit einigen Wappensteinen verziert und mit einem Krüppelwalmdach gedeckt. Die Schlosskapelle mit neugotischer Ausstattung befindet sich im Südteil. Die Skulpturen von Carl Voss stammen Schloss Steinhausen im Rheinland. Im Süden steht eine Remise mit flachem Terrassendach sowie ein Pferdestall mit Mansarddach und einem älteren gewölbten Keller. Sowohl Remise als auch Pferdestall sind in Bruchstein gemauert. Südlich am Fuße des Felsens steht der Wirtschaftshof mit Bruchsteingebäuden, die teilweise mit Fachwerkobergeschossen ausgeführt wurden. Das Gutshaus vom 18./19. Jahrhundert ist verputzt.